# Curicaberis culiacan
Espèce
Curicaberis culiacan est une espèce d'araignées aranéomorphes de la famille des Sparassidae.

## Distribution
Cette espèce est endémique du Sinaloa au Mexique,. Elle se rencontre vers Culiacán.

## Description
Le mâle holotype mesure 7,9 mm.

## Étymologie
Son nom d'espèce lui a été donné en référence au lieu de sa découverte, Culiacán.

## Publication originale
- Rheims, 2015 : Curicaberis, a new genus of Sparassidae from North and Central America (Araneae, Sparassidae, Sparassinae). Zootaxa, no 4012(3), p. 401-446.